# San Donato (Fabriano)
San Donato è una frazione del comune italiano di Fabriano, nella provincia di Ancona, nelle Marche.
San Donato si trova a un'altitudine di 499 m s.l.m.

## Storia
Secondo la tradizione, il primo insediamento a San Donato risale ai profughi di Sentinum che vi si stabilirono nel V secolo. Qui sorse in epoca alto-medievale un castello, che fece parte della contea di Nocera e che a partire dal 1203 iniziò a sottomettersi a Fabriano; le terre di San Donato furono vendute da Peregrino di Girardo al comune di Fabriano nel 1222. Assediato, distrutto e ricostruito più volte, fu un importante punto strategico a difesa del settore nord-orientale di Fabriano.

## Monumenti e luoghi d'interesse
- Chiesa di San Donato, antica chiesa parrocchiale della frazione, risulta citata in un documento del capitolo di San Venanzio di Fabriano del 1534. Distrutta dai tedeschi al volgere della seconda guerra mondiale, è stata successivamente ricostruita.[3]